# Wędrówka pielgrzyma
Wędrówka pielgrzyma (tytuł oryg. ang. The Pilgrim’s Progress from This World to That Which Is to Come) – najsłynniejsze dzieło Johna Bunyana, po raz pierwszy opublikowane w roku 1678. Jest to prawdopodobnie najsłynniejsza w historii literatury światowej alegoria, opisująca doświadczenia chrześcijańskiego życia przedstawionego w barwnej narracji pielgrzymki z Miasta Zagłady na Górę Syjon. Dzieło to należy do najbardziej znanych dzieł literatury angielskiej. W ciągu 10 lat od pierwszego wydania sprzedano ponad 100 000 egzemplarzy. Do tej pory ukazało się ponad 1500 wydań Wędrówki Pielgrzyma w tłumaczeniach na ponad 200 języków.

## Tło powstania dzieła
Po restauracji Stuartów, wydawane przez Karola II ustawy przeciwko purytanom zabraniały odbywania zgromadzeń religijnych poza Kościołem anglikańskim. John Bunyan, z przekonania baptysta, podobnie jak ponad 1800 innych kaznodziejów purytańskich, nie podporządkował się tym ustawom, skutkiem czego został wtrącony do więzienia okręgowego, w którym spędził w sumie 12 lat. W tym czasie zaczął pisać swoje najważniejsze dzieła, wśród nich Wędrówkę Pielgrzyma. Jedynymi księgami, jakie miał do dyspozycji w więzieniu, były Biblia oraz Księga męczenników Johna Foxe’a.
Książka składa się z dwóch części – z których pierwsza opisuje pielgrzymkę Chrześcijanina, zaś druga pielgrzymkę jego żony, Chrześcijanki wraz z dziećmi i służącą imieniem Miłosierna. Pierwotny tekst angielski jest narracją ciągłą, bez podziału na rozdziały i bez wyjaśnień.
Pierwsze wydanie z roku 1678 obejmowało jedynie część pierwszą, w rok później ukazało się wydanie drugie, rozszerzone, zawierające dodatkowe wyjaśnienia autora. Część druga została wydana po raz pierwszy w roku 1684. Do śmierci autora ukazało się jedenaście wydań części pierwszej.

## Treść dzieła

### Część pierwsza
Narrator przechodzi przez pustynię tego świata i wchodzi do pieczary (aluzja do uwięzienia autora), gdzie zapada w sen. We śnie widzi głównego bohatera imieniem Bezłaski, mieszkańca Miasta Zagłady. Bezłaski zaczyna czytać księgę (Biblię) i pod wpływem tej lektury budzi się w nim świadomość jego grzechu i przyszłej zagłady miasta (tego świata). Postanawia uciec przed przyszłym sądem (uciekaj przed przyszłym gniewem Mt 3:7), jednak nie wie dokąd. Spotyka Ewangelistę, który kieruje go do Ciasnej Bramy, do której drogę wskazywać ma jasne światło (ewangelia, która jest pochodnią świecącą w ciemnym miejscu 2 P 1:19). Bezłaski postanawia wyruszyć całą rodziną na pielgrzymkę, jednak żona i dzieci sprzeciwiają się temu. Z wielkim bólem zostawia rodzinę i wyrusza na pielgrzymkę samotnie. Odtąd Bezłaski nazywa się Chrześcijaninem.
Po drodze dołącza do niego sąsiad Chwiejny, jednak wkrótce grzęzną w Bagnie Rozterki. Chwiejny natychmiast porzuca pielgrzymkę i wraca najkrótszą drogą do domu. Chrześcijanin po jakimś czasie wydostaje się z bagna i idzie dalej.
W drodze do Ciasnej Bramy spotyka Mędrka, który nakłania go, by zboczył z drogi i udał się do wioski Moralność, gdzie znajdzie pomoc u pana Litera Zakonu i jego syna Usłużnisia (idea zbawienia przez dobre uczynki). Chrześcijanin zbacza z drogi, jednak wkrótce zatrzymuje się przed ziejącą ogniem górą (alegoria do przekleństw Starego Zakonu i Góry Synaj), gdzie spotyka go Ewangelista. Ewangelista obnaża fałszywe rozumowanie Mędrka i wyjaśnia pielgrzymowi, że zbaczając z drogi zgrzeszył i wzgardził wskazaniami Boga, jeśli jednak zawróci i uda się do Ciasnej Bramy, zostanie tam przyjęty. Chrześcijanin udaje się do Ciasnej Bramy, którą otwiera mu odźwierny Życzliwy (sam Jezus), a następnie kieruje na królewski trakt.
Chrześcijanin bardzo chce się pozbyć ciążącego mu brzemienia grzechów, jednak jedynym miejscem, w którym to może zrobić jest miejsce Wyswobodzenia – pod krzyżem. Po drodze zatrzymuje się w domu Tłumacza (Duch Święty), który przy pomocy obrazów wyjaśnia mu różne aspekty życia chrześcijańskiego.
Ostatnim i najsmutniejszym przykładem w domu Tłumacza jest człowiek w klatce, który nie potrafi już pokutować. Ilustracja ta jest aluzją do głośnego wówczas przypadku Francesco Spiry, który przeszedł na luteranizm, by po jakimś czasie, ze strachu przed prześladowaniami, powrócić do Kościoła rzymskiego.
Opuszczając dom Tłumacza Chrześcijanin idzie drogą obwarowaną po obu stronach Murem Zbawienia i po pewnym czasie dochodzi do wzniesienia, na którym obok otwartego grobu stoi Krzyż. Więzy brzemienia na plecach Chrześcijanina zrywają się i brzemię wpada do otwartego grobu.
Następnie podchodzą do niego trzej jaśniejący (aniołowie), pozdrawiają go słowami pokoju i dają nowe szaty, pergamin i odciskają na jego czole pieczęć (zapewnienie zbawienia), informując Chrześcijanina, że pergamin ten musi okazać przy Bramie Niebiańskiego Miasta. Jest to alegoryczne przedstawienie chrztu Chrześcijanina.
W dalszej drodze Chrześcijanin zatrzymuje się na Wzgórzu Trudów, gdzie zasypia w altance i gubi przez nieuwagę pergamin (zapewnienie zbawienia). Po nieudanych poszukiwaniach zguby idzie dalej i zatrzymuje się w pałacu Pięknym (lokalny zbór). Chrześcijanin spędza tam trzy dni i zostaje przyodziany w zbroję (Ef 6:11-18), która ma mu służyć w walce z Apolionem w Dolinie Poniżenia.
W drodze do Doliny Poniżenia spotyka księcia tego świata – Apoliona, który próbuje odwieść go od pielgrzymki. Chrześcijanin jednak odmawia i Apolion atakuje go. Walka ta trwa ponad pół dnia, aż w końcu Chrześcijanin zadaje Apolionowi cios obosiecznym mieczem (Heb 4:12). Po tym ciosie Apolion rozwija swe smocze skrzydła i odlatuje.
Po walce Chrześcijanin schodzi do Doliny Cienia Śmierci, gdzie zastaje go noc. W środku doliny, pośród okrzyków przerażenia i potępienia słyszy wołanie (prawdopodobnie Wiernego): Choćbym też chodził w dolinie cienia śmierci, nie będę się bał złego, boś Ty ze mną (Ps 23:4). Kiedy opuszcza dolinę, wschodzi słońce.
Tuż za Doliną Cienia Śmierci spotyka Wiernego, dawnego mieszkańca Miasta Zagłady, który towarzyszy mu w pielgrzymce. Następnie spotyka ich Ewangelista i przepowiada ucisk i śmierć jednego z nich w Mieście Próżności.
W Mieście Próżności odbywają się przez cały rok Targi Próżności, na którym największym powodzeniem cieszą się towary Rzymu. Ponieważ pielgrzymi nie zamierzają na tych targach niczego kupować twierdząc, że kupują tylko prawdę, zostają aresztowani za powodowanie zamieszanie i pogardę wobec targów. Odbywa się proces sądowy i ława przysięgłych po przewodnictwem Ślepego uznaje ich za winnych. Wierny zostaje skazany na karę śmierci przez spalenie na stosie, zaś Chrześcijanin zostaje wypuszczony wolno.
W dalszej drodze przyłącza się do niego Ufny, mieszkaniec Miasta Próżności, stając się wiernym towarzyszem Chrześcijanina aż do końca pielgrzymki.
Wkrótce zbaczają z królewskiego traktu i wybierają łatwiejszą drogę. Rozpętuje się burza, zmuszając ich do pozostania na noc na łące Manowce. Rankiem spotyka ich olbrzym Rozpacz, który zabiera ich do zamku Zwątpienia, a następnie wtrąca do lochów i nakłania do samobójstwa grożąc, że jeśli tego nie zrobią to ich sam zamorduje. Chrześcijanin przypomina sobie, że ma klucz zwany Obietnicą, którym otwiera wszystkie zamki Zamku Zwątpienia. Pielgrzymi uciekają z zamku tuż przed egzekucją.
Następnie pielgrzymi docierają do Gór Błogości, gdzie pasterze pokazują im niektóre cuda z Kraju Emanuela.
W dalszej drodze spotykają Ciemnotę z krainy Zarozumiałość, który żywi złudną nadzieję dostania się do Niebiańskiego Miasta dzięki własnym uczynkom sprawiedliwości. Różnice pomiędzy pielgrzymami a Ciemnotą są tak duże, że rozstają się i dalszą pielgrzymkę odbywają oddzielnie.
Chrześcijanin i Ufny przechodzą przez niebezpieczne Zaczarowane Tereny i docierają do Ziemi Poślubionej, gdzie przygotowują się do przeprawy przez rzekę do Niebiańskiego Grodu. Chrześcijanin przeżywa udręki i zwątpienia, jednak Ufny pomaga mu przejść przez rzekę. Po drugiej stronie witają ich jaśniejący i zostają przyjęci przez Emanuela.
Do Niebiańskiego Grodu dociera także Ciemnota, jednak nie zostaje tam przyjęty, lecz wyrzucony na zewnątrz.

### Część druga
Druga część Wędrówki Pielgrzyma opisuje pielgrzymkę żony Chrześcijanina – Chrześcijanki, ich synów oraz służącej imieniem Miłosierna. Przedstawia doświadczenia nie tyle pionierów wiary, co raczej rodziny pielgrzymów, w sposób bardziej typowy dla członków zborów. Pielgrzymom od pewnego momentu towarzyszy sługa Tłumacza – rycerz Wielkie Serce, pełniący rolę ich obrońcy, nauczyciela i przewodnika do Niebiańskiego Grodu. Pielgrzymka odbywa się w spokojniejszej atmosferze, bez tak dramatycznych konfliktów, będących udziałem Chrześcijanina w części pierwszej: nie wpadają w Bagno Rozterki, ani nie przeżywają tak dramatycznych doświadczeń przed krzyżem, a wielu przeciwników – olbrzymów zabija Wielkie Serce.

### Osoby

#### Część pierwsza
- Chrześcijanin – poprzednie imię Bezłaski, mieszkaniec Miasta Zagłady, główny bohater części pierwszej. Jego przeżycia i doświadczenia w drodze do Niebiańskiego Grodu stanowią temat opowieści.
- Ewangelista – kaznodzieja, który pokazuje Chrześcijaninowi księgę (Biblię), kieruje na drogę do Niebiańskiego Grodu i poucza o zasadach życia chrześcijańskiego. Ewangelista pojawia się kilkukrotnie, zawsze w ważnych chwilach jako doradca, prorok i pocieszyciel.
- Uparty – jeden z mieszkańców Miasta Zagłady, który wraz z Chwiejnym postanawia sprowadzić Chrześcijanina z powrotem do domu.
- Chwiejny – mieszkaniec Miasta Zagłady, który wraz z Upartym chce sprowadzić Chrześcijanina z powrotem do domu, jednak przekonany jego argumentami towarzyszy mu w drodze do Ciasnej Bramy. Kiedy oboje wpadają do Bagna Rozterki, Chwiejny natychmiast opuszcza Chrześcijanina i wraca do domu sam.
- Pomoc – osoba, która pomaga Chrześcijaninowi wydostać się z Bagna Rozterki.
- Mędrek – mieszkaniec miejscowości Cielesność, który przekonuje Chrześcijanina, by zboczył z drogi i udał się po pomoc do pana Litera Zakonu i by zamieszkał w mieście Moralność.
- Życzliwy – odźwierny Ciasnej Bramy, przez którą wchodzi się na prostą i wąską drogę (zwaną także królewskim traktem) do Niebiańskiego Grodu. W części drugiej odźwiernym jest sam Pan Jezus Chrystus.
- Beelzebub – dosłownie władca much, jeden z książąt diabelskich, który naprzeciwko Ciasnej Bramy zbudował zamek, by stamtąd razić strzałami pielgrzymów próbujących wejść do Ciasnej Bramy. Jest on także kierownikiem Targowiska Próżności.
- Tłumacz – nauczyciel i pocieszyciel; jego dom jest miejscem odpoczynku dla pielgrzymów, gdzie mogą nauczyć się prawd o życiu chrześcijańskim za pomocą obrazów i dioram. Postać identyfikowana jako Duch Święty.
- jaśniejący – wysłańcy i słudzy Boga, czyli aniołowie.
- Pobożniś – jeden z dwóch pielgrzymów, którzy weszli na trakt królewski nie przez Ciasną Bramę, lecz przechodząc przez mur otaczający trakt od wzgórza z grobowcem aż do Wzgórza Trudów. Chcąc ominąć Wzgórze Trudów skręca w boczną drogę, gdzie ginie.
- Obłudnik – towarzysz Pobożnisia. Skręca w inna boczną drogę przed Wzgórzem Trudów i ginie.
- Lękliwy – jedna z osób, które przerażone obecnością lwów przed Pałacem Pięknym zawracają i próbują przekonać Chrześcijanina do powrotu. Jest krewnym Pani Lękliwej z drugiej części. Jego towarzyszem jest Nieufny.
- Czujny – odźwierny Pałacu Pięknego.
- Zaufania Godna – jedna ze służących w Pałacu Pięknym, która pozwala Chrześcijaninowi w nim zatrzymać się w nim.
- Roztropna – jedna ze służących w Pałacu Pięknym.
- Pobożna – kolejna służąca w Pałacu Pięknym.
- Dobroczynna – służąca w Pałacu Pięknym.
- Apolion – dosł. Niszczyciel; władca Miasta Zagłady i jeden z książąt diabelskich. Stara się zmusić Chrześcijanina do zaniechania pielgrzymki i powrotu do rodzinnego miasta.
- Wierny – towarzysz w pielgrzymce i przyjaciel Chrześcijanina jeszcze z Miasta Zagłady. Chrześcijanin spotyka go po wyjściu z Doliny Cienia Śmierci.
- Rozpustna – kusicielka, która stara się zatrzymać Wiernego, by nie wyruszył na pielgrzymkę do Niebiańskiego Grodu. Znana osobistość w Mieście Zagłady, organizuje przyjęcia dla przyjaciółek Pani Lękliwej.
- Adam Pierwszy, stary człowiek (człowiek cielesny), mieszkaniec miasta Zwodnicze, który stara się odwieść Wiernego od dalszej pielgrzymki i nakłonić go, by zamieszkał u niego i poślubił jego trzy córki: Pożądliwość Ciała, Pożądliwość Oczu oraz Pychę Żywota.
- Mojżesz – surowy, bezlitosny mściciel (zakon mojżeszowy), który próbuje zabić Wiernego za chwile słabości, kiedy pragnął pozostać z Adamem Pierwszym.
- Gaduła – syn Wymownego, mieszkaniec ulicy Plotkarskiej w Mieście Zagłady. Jest znanym Chrześcijaninowi obłudnikiem: mówi żarliwie o sprawach religijnych, jednak w jego życiu brak jest dobrych uczynków, będących owocem nowego narodzenia.
- Wróg Dobra – sędzia prowadzący proces Wiernego na Targach Próżności.
- Zazdrość – pierwszy świadek przeciwko Wiernemu.
- Zabobon – drugi świadek przeciwko Wiernemu.
- Lizus – trzeci świadek przeciwko Wiernemu.
- Ślepy – przewodniczący ławników na procesie Wiernego.
- Lizus – ławnik na procesie Wiernego.
- Zjadliwy – ławnik na procesie Wiernego.
- Swawolny – ławnik na procesie Wiernego.
- Rozpasany – ławnik na procesie Wiernego.
- Czupurny – ławnik na procesie Wiernego.
- Zarozumiały – ławnik na procesie Wiernego.
- Wrogi – ławnik na procesie Wiernego.
- Kłamca – ławnik na procesie Wiernego.
- Okrutny – ławnik na procesie Wiernego.
- Wróg-Światła – ławnik na procesie Wiernego.
- Nieubłagany – ławnik na procesie Wiernego.
- Ufny – mieszkaniec Miasta Próżności, który widząc postępowanie Chrześcijanina na Targach Próżności postanawia towarzyszyć mu w pielgrzymce.
- Zmienny – obłudny pielgrzym, który wraz z trójką swych przyjaciół (Świecki, Chciwy i Skąpy) ginie w kopalni srebra. Jest obrazem ludzi bogacących się dzięki religii.
- Demas – zwodziciel, który podaje się za pielgrzyma i zachęca pielgrzymów, by wraz z nim ciągnęli zyski z kopalni srebra.
- olbrzym Rozpacz – właściciel Zamku Zwątpienia, w którym więzi i morduje pielgrzymów. W drugiej części zostaje zabity przez Wielkie Serce.
- Nieufna – żona olbrzyma Rozpacz.
- Wiedza – jeden z pasterzy na Górach Błogości.
- Doświadczenie – jeden z pasterzy na Górach Błogości.
- Czujny – jeden z pasterzy na Górach Błogości.
- Szczery – jeden z pasterzy na Górach Błogości.
- Ciemnota – obywatel kraju Zarozumiałość, z którego dociera krętą ścieżką do królewskiego traktu. Dwukrotnie towarzyszy Chrześcijaninowi i Ufnemu w pielgrzymce i rozmawia z nimi. Jest przekonany, że zostanie przyjęty do Niebiańskiego Grodu z powodu pełnionych przezeń dobrych uczynków, zgodnie z wolą Bożą. Chrześcijanin i Ufny daremnie próbują wyprowadzić go z błędu. Pielgrzymuje samotnie i przez rzekę śmierci przeprawia go przewoźnik Próżna-Nadzieja.
- Pochlebca – zwodziciel, który przekonuje Chrześcijanina i Ufnego, by zeszli z traktu. Pielgrzymi zapomnieli spojrzeć na mapę otrzymaną od pasterzy na Górach Błogości i zbaczają z drogi.
- Nie-ma-Boga – ateista, który idzie traktem królewskim w przeciwnym kierunku niż pielgrzymi. Wyszydza pielgrzymów twierdząc, że nie istnieje Niebiański Gród i że nie ma Boga.
- Papież – stary, pozbawiony zębów olbrzym, mieszkający wraz z Poganinem w jaskini za Doliną Cienia Śmierci. W czasie pielgrzymki Chrześcijanina był już zbyt słaby i schorowany, by mu w niej przeszkodzić i tylko krzykiem wyrażał swoją nienawiść wobec pielgrzymów.
- Poganin – stary, schorowany olbrzym, mieszkający wraz z Papieżem jaskini za Doliną Cienia Śmierci.

## Wydania polskie
- Pierwszego polskiego przekładu (tylko część pierwsza) dokonał Stefan Cedrowski w roku 1728, jednak został on wydany dopiero w roku 1764 pod tytułem Droga pielgrzymującego chrześcijanina do wieczności błogosławionej; przekład o część drugą został uzupełniony przez anonimowego tłumacza w wydaniu z 1775 roku.
- W roku 1907 Ewangelickie Towarzystwo Oświaty Ludowej w Cieszynie wydało współczesny przekład alegorii Bunyana; edycja została przetłumaczona według uproszczonego wydania niemieckiego przez Pawła Sikorę[potrzebny przypis].
- Kolejne wydanie, w przekładzie Józefa Prowera, wydane zostało w roku 1961 przez wydawnictwo Zjednoczonego Kościoła Ewangelicznego.